# Рошко Михайло Михайлович
Михайло Михайлович Рошко (*смт Міжгір'я, Міжгірський район, Закарпатська область) — український письменник, лауреат літературної премії ім. Ф. Потушняка, ексдекан факультету іноземної філології Ужгородського національного університету.

## Біографія
Народився (24 серпня 1964 року) та виріс у Міжгір'ї. Служив в Радянської армії в Угорщині. Закінчив філологічний факультет (російська мова і література) Ужгородського державного університету у 1990 році. З 1990 — по 1995 рік працює викладачем кафедри російської літератури УжДУ, у 1995-му році закінчує навчання на факультеті романо-германської філології (англійська мова та література)і переводиться на посаду ст. викладача кафедри французької мови і зарубіжної літератури факультету РГФ УжДУ.
Доцент, кандидат філологічних наук, завідувач кафедри зарубіжної літератури і французької мови, з 2011троку декан факультету іноземної філології Ужгородського національного університету. Кандидатська дисертація була присвячена творчості Кена Кізі.
У 1995—1998 роках за сумісництвом працював на телебаченні в Закарпатській обласній держтелерадіокомпанії (тепер «Тиса»). На першому всеукраїнському телефестивалі «Україна — диво дивовижне» (1996 р.) за телефільм «Землі тяжіння» (режисер Ілля Юрковецький, оператор Степан Копрушак) отримує другу премію. У тому ж таки 1996 році проходить стажування на телестудіях штату Нью-Йорк, там же знімає телефільм «Як ся маєш, Америко?». Це був перший фільм про США на Закарпатському телебаченні(1997). В 1997-му році проходить стажування в Шотландії, в результаті чого створює телефільм «Як ся маєш, Шотландіє?» та «Як ся маєш, Англіє?»(1998).
Лідер року — 2007 у Закарпатті.
Увійшов у список ста найвпливовіших людей Закарпаття «Топ 100» (2010).
З 2010 року — депутат Ужгородської міської ради.

### Громадська робота
Член правління Закарпатської організації Національної спілки письменників України
Депутат Ужгородської міської ради. Член національної спілки журналістів.

## Хабарництво
У ході проведення негласних слідчих розшукових дій Управлінням стратегічних розслідувань в Закарпатській області Національної поліції України зафіксовано цілий ряд фактів передачі грошей Михайлу Рошку за позитивні оцінки студентам. Зокрема зафіксовано, як у своєму службовому кабінеті М. Рошко отримував від студентів університету хабарі у розмірі від 200 до 1000 доларів. Він систематично вимагав та отримував неправомірну вигоду за вирішення питань щодо позитивної здачі заліків та іспитів. За деканом слідкували кілька місяців і фіксували отримання хабарів у службовому кабінеті.
У квітні 2024 у службовому кабінеті та вдома у М. Рошка провели обшуки. Також обшук провели у автомобілі Audi A4, яким користується Михайло Рошко. Під час обшуків виявили чорнові записи й пристрій для виявлення «жучків» у кабінеті. Наразі Рошку повідомлено про підозру. Йому оголошено про неї за ч.3 ст. 368 Кримінального кодексу України — отримання неправомірної вигоди у великому розмірі або вчинене службовою особою, яка займає відповідальне становище, або за попередньою змовою групою осіб, або повторно, або поєднане з вимаганням неправомірної вигоди.
Суддя Андрій Іванов обрав запобіжний захід у вигляді тримання під вартою на 60 діб з можливістю внесення застави в 181 000₴. Прокуратура подає апеляцію на таке рішення суду і продовжує наполягати на сумі застави в 3 мільйони гривень. Загалом слідство задокументувало 24 випадки отримання М. Рошком хабарів на загальну суму понад 30 000 доларів США.

## Творчий доробок

### Наукові твори
- Художній світ романів Кена Кізі. Монографія. (2002 р.)\
- Розкодування (літературознавчі розвідки) (2009, 2010 р.)
- Постмодернізм у зарубіжній літературі (2004 р.).

## Художні твори
Оповідання друкував у журналах та газетах: «Київська Русь», «Дніпро», «Карпатський Край», «Дукля», «Тиса», «Зелені Карпати», «Молодь Закарпаття», «Ужгородський університет» та ін, в антологіях прози «Проза Закарпаття ХХ ст.» (2004), «Джинсове покоління» (2007), «Джинсове покоління ІІ. Корзо» (2008), «Дитяча література Закарпаття» (2005) та ін.
Деякі свої твори писав російською мовою, а також з використанням закарпатських говірок. Твори перекладалися французькою, німецькою, угорською та словацькою мовами.
- Збірка оповідань «Коли шепоче дощ» (1991),
- Збірка оповідань «Там, де немає жінок» (1993),
- Збірник оповідань «Кривавий місяць над Мінчелом» (1999, 2000),
- Містична повість «Ревнощі з того світу» (2004)[1],
- Роман «Потойбічна суперниця» (К.: Нора-Друк, 2009, диплом «Вибір видавців» конкурсу «Коронація слова 2009»)[4].
- Збірка оповідань «Пастка» (2020).

Збірка вибраних журналістських праць «Світами, книжками, серцями» (2011).
Михайло Рошко є укладачем антологій сучасної молодіжної літератури Закарпаття «Джинсове покоління» та Корзо", а також антології поетичних шедеврів зарубіжної поезії ХХ ст. «Поэтические шедевры ХХ века».